# Mei 1999
Dit artikel geeft een chronologisch overzicht van alle belangrijke gebeurtenissen per dag in de maand mei van het jaar 1999.

## Gebeurtenissen

### 1 mei
- De laatste Wereldtentoonstelling van de 20e eeuw, tevens de eerste ooit in China, wordt geopend in Kunming.
- Marianne Vaatstra wordt vermoord.
- In Liberia breekt de Tweede Liberiaanse Burgeroorlog uit.

### 2 mei
- Na twee dagen van etnische zuiveringen in Prizren is de Zuid-Kosovaarse stad zo goed als ontvolkt. Dat melden sommige van de 20 duizend vluchtelingen uit Prizren die de grens met Albanië overtrekken.
- In Rome verklaart paus Johannes Paulus II de populaire Italiaanse kapucijnermonnik pater Pio (1887-1968) zalig.
- President Bill Clinton van de Verenigde Staten kondigt maatregelen aan die de schadelijke CO2-uitstoot moeten verminderen. Hij zoekt de oplossingen niet alleen in schonere auto's, maar ook in schonere benzine.
- Voor het eerst in de geschiedenis wordt ZPB waterpolokampioen van Nederland. Dat gaat ten koste van favoriet AZ&PC.

### 3 mei
- Voor de zesde achtereenvolgende dag is het verkeer in Parijs ernstig ontregeld door een staking van het treinpersoneel. De machinisten van de autonome vakbond FGAAC protesteren tegen een directievoorstel voor de invoering van de wet op de 35-urige werkweek bij de spoorwegen SNCF.
- De Duitse voetbalbond (DFB) gaat ruim vijf miljoen gulden investeren in 121 nieuwe voetbalscholen waar zo'n vierduizend spelers tussen de dertien en zeventien jaar terecht kunnen.
- Jevgeni Kafelnikov lost Pete Sampras na vijf weken af als nummer één op de wereldranglijst der tennisprofessionals; de Rus moet die positie na zes weken weer afstaan aan diezelfde Amerikaan.
- In het Belgische Vroenhoven, op de grens bij Maastricht, ontploft een drugslaboratorium. De explosie doet zich voor in een pand dat was gehuurd door een Nederlands echtpaar uit Utrecht.
- Stephen Hendry wint het WK snooker voor de zevende keer en is daarmee recordhouder, voor Steve Davis en Ray Reardon, die beiden zes keer de beste waren.

### 4 mei
- De emir van Koeweit ontbindt het parlement wegens machtsmisbruik. Het besluit komt enkele uren nadat de afgevaardigden dreigden de minister van Islamitische Zaken af te zetten vanwege fouten in 120 duizend kopieën van de koran.
- Italië opent een luchtbrug op Skopje, de hoofdstad van Macedonië. In korte tijd zullen tienduizend vluchtelingen uit Kosovo worden overgebracht naar verschillende opvangkampen.

### 5 mei
- De NAVO zendt 24 Amerikaanse F-18 jachtbommenwerpers naar de Hongaarse basis Taszár om daarvandaan acties tegen de Federale Republiek Joegoslavië uit te voeren.
- Erwin Koeman wordt met onmiddellijke ingang toegevoegd aan de technische staf van PSV Eindhoven. Hij wordt de laatste drie competitiewedstrijden betrokken bij de voorbereiding van het elftal van hoofdcoach Bobby Robson.
- PCM, uitgever van onder meer de Volkskrant en NRC Handelsblad, spant een juridische procedure aan tegen een dertigtal freelancers. De uitgever wil de artikelen van de freelancers elektronisch hergebruiken.

### 6 mei
- Europese verzekeringsmaatschappijen gaan de werkelijke waarde uitbetalen van levensverzekeringen die slachtoffers van de Holocaust voor de Tweede Wereldoorlog hebben afgesloten.
- Het proces in Parijs tegen de huurling Bob Denard wordt opgeschort. Hij krijgt hartklachten tijdens een korte onderbreking op de derde zittingsdag.
- De grootste Turkse moskeevereniging in Nederland spant een kort geding aan tegen de Nederlandse staat. Sinds enige tijd krijgen imams uit Turkije geen vergunning meer om in Nederland te mogen werken.

### 7 mei
- De Franse politie ontmantelt een netwerk van dopingleveranciers. Vijftien personen, onder wie de Belgische wielrenner Frank Vandenbroucke en de broer van de Franse renner Richard Virenque, worden langdurig ondervraagd.
- Drie medewerkers van de Chinese ambassade in Belgrado (Joegoslavië) komen om het leven en twintig raken gewond als een NAVO-toestel per ongeluk het gebouw bombardeert.
- Militaire staatsgreep in Guinee-Bissau.

### 8 mei
- Bokser Nordin Ben Salah wint in Düsseldorf de WBU-wereldtitel in het middengewicht ten koste van titelhouder Norbert Nieroba uit Duitsland.

### 9 mei
- De Cambodjaanse autoriteiten sporen Rode Khmer-beul Kaing Khek Ieu, bijgenaamd 'Duch', op en zetten hem voor zijn eigen bescherming vast in de hoofdstad Phnom Penh.
- De maandenlange fusiebesprekingen tussen het Luxemburgse staalconcern Arbed en de kleinere Duitse branchegenoot Salzgitter mislukken.
- Na maanden blessureleed laat Marcelo Rios zich weer gelden als één der beste gravelspelers van het professionele tenniscircuit. De Chileen wint in Hamburg in vijf sets (6-7, 7-5, 5-7, 7-6 en 6-2) van de Argentijn Mariano Zabaleta en wierp zich daarmee op als een van de favorieten voor Roland Garros.
- HC Bloemendaal wint de landstitel in de Nederlandse hockeyhoofdklasse door Oranje Zwart na strafballen te verslaan in de derde wedstrijd uit de finale van de play-offs.
- FC Bayern München verzekert zich in de Bundesliga van de vijftiende landstitel. Op de 31ste speelronde speelt de ploeg van trainer Ottmar Hitzfeld op eigen veld met 1-1 gelijk tegen Hertha BSC.

### 10 mei
- Het Joegoslavische leger begint met de terugtrekking van troepen uit Kosovo, maar de NAVO vindt de aftocht volstrekt onvoldoende.
- De VSN-1 bedrijven NZH, Midnet, Oostnet en NWH gaan verder onder de naam Connexxion.
- Op de grote markt van Dili, de hoofdstad van Oost-Timor, vallen zeker vier doden bij vechtpartijen tussen voor- en tegenstanders van onafhankelijkheid.
- De binnenstad van Deventer en de regio Sittard-Geleen kampen met wateroverlast na zware regenbuien.

### 11 mei
- Het Indiase Hooggerechtshof bekrachtigt de doodvonnissen van vier van de 26 die ter dood waren veroordeeld wegens medeplichtigheid aan de moord op Rajiv Gandhi in 1991.
- Vakbonden en werkgevers van de universiteiten hebben dinsdag een akkoord bereikt over een nieuwe CAO. De 50 duizend werknemers van de veertien universiteiten krijgen vanaf 1 juni drie procent meer salaris.
- Jean-Marie Le Pen mag zich de leider van het enige en echte Front National noemen. De rechtbank van Parijs beslist het dispuut met belager Bruno Mégret om de naam, het vignet en de subsidie van de extreemrechtse partij in zijn voordeel.

### 12 mei
- Turkije stelt vliegvelden ter beschikking van de NAVO-landen die deelnemen aan de luchtaanvallen op Joegoslavië.
- AC Parma wint de UEFA Cup. In de finale in Moskou is de Italiaanse voetbalclub met 3-0 te sterk voor het Franse Olympique Marseille.

### 13 mei
- Carlo Azeglio Ciampi wordt tot president van Italië verkozen.
- AFC Ajax wint in De Kuip voor de veertiende keer de KNVB beker door Fortuna Sittard met 2-0 te verslaan. Voor de Amsterdammers scoort de Deense aanvaller Jesper Grønkjær tweemaal.

### 15 mei
- De hockeysters van Hockeyclub 's-Hertogenbosch prolongeren de landstitel in de Nederlandse hoofdklasse door Amsterdam op strafballen te verslaan in het tweede duel uit de finale van de play-offs.

### 16 mei
- Voetbalclub KRC Genk wordt als eerste Limburgse club landskampioen in België.
- Na twee finaleduels tegen Finland wint Tsjechië de wereldtitel ijshockey in Noorwegen.

### 17 mei
- Ehud Barak wordt premier van Israël.

### 18 mei
- Door de tegenstem van senator Hans Wiegel gaat de invoering in Nederland van het correctief referendum niet door. De ministers van D66 kondigen hun aftreden aan, gevolgd door het hele kabinet. Dit gebeuren staat bekend als de nacht van Wiegel.

### 19 mei
- Lazio Roma wint de laatste editie van het toernooi om de Europa Cup II. In de finale in Birmingham is de Italiaanse voetbalclub met 2-1 te sterk voor het Spaanse Real Mallorca.
- Op de nieuwste FIFA-wereldranglijst bezet Brazilië de eerste plaats, gevolgd door Frankrijk en Duitsland.

### 20 mei
- Aankondiging van de Bluetooth-technologie.

### 24 mei
- Mohammed Mourhit (43.30) en Ljoebov Morgoenova (49.45) winnen de zestiende editie van de Zevenheuvelenloop (15 kilometer).

### 26 mei
- Manchester United wint de Champions League. In de finale in Barcelona zegeviert de Engelse voetbalclub met 2-1 ten koste van het Duitse Bayern München.

### 27 mei
- Het Joegoslaviëtribunaal in Den Haag (Nederland) klaagt Slobodan Milošević en vier anderen aan voor oorlogsmisdaden en misdaden tegen de menselijkheid in Kosovo.

### 28 mei
- Na een restauratie van 22 jaar wordt Leonardo Da Vinci's meesterwerk Het Laatste Avondmaal opnieuw tentoongesteld.

### 29 mei
- Een verwoestende brand in de Tauerntunnel kost aan 12 mensen het leven.
- De Zweedse Charlotte Nilsson wint met Take Me to Your Heaven het 44ste Eurovisiesongfestival.

### 31 mei
- Salvatore 'Toto' Schillaci speelt zijn afscheidswedstrijd, waarbij een Italiaanse All-Star-team met Roberto Baggio en Franco Baresi het opneemt tegen een selectie van huidige en oud-spelers uit de Duitse Bundesliga zoals Lothar Matthäus, Jürgen Kohler en Jürgen Klinsmann.

← · januari · februari · maart · april · mei · juni · juli · augustus · september · oktober · november · december ·  →